# Sixten Larsson
Sixten Larsson   (31 de juliol de 1918 - 3 de febrer de 1995) fou atleta suec, especialista en curses de tanques, que va competir durant la dècada de 1940.
En el seu palmarès destaca una medalla de plata en la prova dels 400 metres tanques del Campionat d'Europa d'atletisme de 1946, rere el finlandès Bertel Storskrubb, i cinc campionats nacionals en els 400 metres tanques, de 1940 a 1944. Entre 1943 i 1948 va posseir el rècord nacional d'aquesta mateixa modalitat.

## Millors marques
- 400 metres tanques. 52.4" (1948)[4]